# Émeraude de Gould
Chlorostilbon elegans
Espèce
Statut de conservation UICN

 EX  : Éteint
L'Emeraude de Gould est une espèce d'oiseaux appartenant à la famille des Trochilidae. Décrite par John Gould (1804-1881), elle n'est connue que par un seul spécimen, conservé au Muséum de Tring. On pense qu'elle vivait aux Bahamas et au nord de la Jamaïque.